# Harpullia
Genre
Classification APG III (2009)
Harpullia est un genre de plantes de la famille des Sapindaceae. Ce sont 37 espèces de petits arbres ou d'arbres de taille moyenne originaires de l'est de l'Inde aux îles de l'Océan pacifique. On les rencontre généralement à la limite des forêts pluviales.
Les 8 espèces que l'on peut rencontrer en Australie sont connues comme Tulipwood est sont appréciées pour leur bois sombre. Harpullia pendula est une espèce utilisée comme arbre d'ornement dans les villes de la côte est de l'Australie.

## Liste des espèces
Selon Catalogue of Life (18 novembre 2016) :
- Harpullia alata F.Müll.
- Harpullia arborea (Blanco) Radlk.
- Harpullia austrocaledonica Baill.
- Harpullia camptoneura Radlk.
- Harpullia carrii P.W. Leenhouts
- Harpullia cauliflora K. Schum. & Lauterb.
- Harpullia crustacea Radlk.
- Harpullia cupanioides Roxb.
- Harpullia frutescens F. M. Bailey
- Harpullia giganteacapsula M. Vente
- Harpullia hillii F.Müll.
- Harpullia hirsuta Radlk.
- Harpullia leichhardtii F.Müll. ex Benth.
- Harpullia leptococca Radlk.
- Harpullia longipetala P.W. Leenhouts
- Harpullia mabberleyana W.N.Takeuchi
- Harpullia mellea Lauterb.
- Harpullia myrmecophila Merr. & Perry
- Harpullia oococca Radlk.
- Harpullia peekeliana Melch.
- Harpullia pendula Planch. ex F.Müll.
- Harpullia petiolaris
- Harpullia ramiflora Radlk.
- Harpullia rhachiptera Radlk.
- Harpullia rhyticarpa C. T. White
- Harpullia solomonensis M. Vente
- Harpullia vaga Merr. & Perry